# Oliver Bierhoff
Oliver Bierhoff (Karlsruhe, 1968. május 1. –) német válogatott labdarúgó.

## Klubcsapatokban
Profi pályafutását a Bayer Uerdingen együttesénél kezdte, ahol két szezont töltött. Ezután leigazolta a Hamburg (1988–1990), majd egy kis időre a Borussia Mönchengladbach.
Az 1990–91.es bajnoki idényben az osztrák Austria Salzburgot erősítette, ahol 32 mérkőzésen 23 alkalommal volt eredményes. 1991 és 1995 között az Ascoliban szerepelt. 1995-ben aláírt a Udinesehez. 1998-ban került a Milanba és mindjárt az első szezonja végén megnyerte a Serie A-t. 2001-ben egy évig a Monaco csapatához került, majd visszatért Olaszországba a Chievo együtteséhez. A 2002–03-as bajnokság végén visszavonult. Az utolsó mérkőzésén mesterhármast szerzett egy Juventus elleni 4–3-ra elveszített mérkőzésen. Pályafutása során kilenc különböző csapatban játszott. A Serie A-ban összesen 103 gólt szerzett és ezzel az egyik leggólerősebb –nem olasz származású– támadó lett a bajnokság történetében.

## Válogatottban
Az NSZK U21-es válogatottban 1988 és 1990 között 10 alkalommal játszott és 7 gólt szerzett.
A felnőtt válogatottban 1996. február 21-én mutatkozhatott be egy Portugália elleni barátságos találkozón. Második válogatott mérkőzésén 1996. március 23-án két alkalommal is betalált a dán válogatott kapujába.
1996 és 2002 között összesen 70 alkalommal húzhatta magára címeres mezt és 37 gól fűződik a nevéhez. A legemlékezetesebb góljait kétségkívül Csehország ellen szerezte az 1996-os Eb döntőjében, ezzel hozzásegítve Németországot az Európa-bajnoki címhez. Tagja volt még az 1998-as világbajnokságon, a 2000-es Európa-bajnokságon részvevő válogatott keretének.
Utolsó válogatott mérkőzését Brazília ellen játszotta a 2002-es vb döntőjében.

## Statisztika
| Teljesítmény klubjában | Teljesítmény klubjában   | Teljesítmény klubjában | Bajnokság | Bajnokság | Kupa                  | Kupa                  | Ligakupa           | Ligakupa           | Nemzetközi | Nemzetközi | Összesen | Összesen |
| Szezon                 | Klub                     | Bajnokság              | Mérk.     | Gól       | Mérk.                 | Gól                   | Mérk.              | Gól                | Mérk.      | Gól        | Mérk.    | Gól      |
| Németország            | Németország              | Németország            | Bajnokság | Bajnokság | DFB-Pokal             | DFB-Pokal             | Premiere Ligapokal | Premiere Ligapokal | Európa     | Európa     | Összesen | Összesen |
| ---------------------- | ------------------------ | ---------------------- | --------- | --------- | --------------------- | --------------------- | ------------------ | ------------------ | ---------- | ---------- | -------- | -------- |
| 1986–87                | Uerdingen                | Bundesliga             | 19        | 3         |                       |                       |                    |                    |            |            |          |          |
| 1987–88                | Uerdingen                | Bundesliga             | 12        | 1         |                       |                       |                    |                    |            |            |          |          |
| 1988–89                | Hamburger SV             | Bundesliga             | 24        | 6         |                       |                       |                    |                    |            |            |          |          |
| 1989–90                | Hamburger SV             | Bundesliga             | 10        | 0         |                       |                       |                    |                    |            |            |          |          |
| 1989–90                | Borussia Mönchengladbach | Bundesliga             | 8         | 0         |                       |                       |                    |                    |            |            |          |          |
| Ausztria               | Ausztria                 | Ausztria               | Bajnokság | Bajnokság | Osztrák labdarúgókupa | Osztrák labdarúgókupa | Ligakupa           | Ligakupa           | Európa     | Európa     | Összesen | Összesen |
| 1990–91                | Austria Salzburg         | Bundesliga             | 32        | 23        |                       |                       |                    |                    |            |            |          |          |
| Olaszország            | Olaszország              | Olaszország            | Bajnokság | Bajnokság | Coppa Italia          | Coppa Italia          | Ligakupa           | Ligakupa           | Európa     | Európa     | Összesen | Összesen |
| 1991–92                | Ascoli                   | Serie A                | 17        | 2         |                       |                       |                    |                    |            |            |          |          |
| 1992–93                | Ascoli                   | Serie B                | 35        | 20        |                       |                       |                    |                    |            |            |          |          |
| 1993–94                | Ascoli                   | Serie B                | 32        | 17        |                       |                       |                    |                    |            |            |          |          |
| 1994–95                | Ascoli                   | Serie B                | 33        | 9         |                       |                       |                    |                    |            |            |          |          |
| 1995–96                | Udinese                  | Serie A                | 31        | 17        |                       |                       |                    |                    |            |            |          |          |
| 1996–97                | Udinese                  | Serie A                | 23        | 13        |                       |                       |                    |                    |            |            |          |          |
| 1997–98                | Udinese                  | Serie A                | 32        | 27        |                       |                       |                    |                    |            |            |          |          |
| 1998–99                | Milan                    | Serie A                | 34        | 20        |                       |                       |                    |                    |            |            |          |          |
| 1999–00                | Milan                    | Serie A                | 30        | 12        |                       |                       |                    |                    |            |            |          |          |
| 2000–01                | Milan                    | Serie A                | 27        | 6         |                       |                       |                    |                    |            |            |          |          |
| 2001–02                | Milan                    | Serie A                | 0         | 0         |                       |                       |                    |                    |            |            |          |          |
| Franciaország          | Franciaország            | Franciaország          | Bajnokság | Bajnokság | Coupe de France       | Coupe de France       | Coupe de la Ligue  | Coupe de la Ligue  | Európa     | Európa     | Összesen | Összesen |
| 2001–02                | Monaco                   | Division 1             | 18        | 5         |                       |                       |                    |                    |            |            |          |          |
| Olaszország            | Olaszország              | Olaszország            | Bajnokság | Bajnokság | Coppa Italia          | Coppa Italia          | Ligakupa           | Ligakupa           | Európa     | Európa     | Összesen | Összesen |
| 2002–03                | Chievo Verona            | Serie A                | 26        | 7         |                       |                       |                    |                    |            |            |          |          |
| Összesen               | Németország              | Németország            | 73        | 10        |                       |                       |                    |                    |            |            |          |          |
| Összesen               | Ausztria                 | Ausztria               | 32        | 23        |                       |                       |                    |                    |            |            |          |          |
| Összesen               | Olaszország              | Olaszország            | 320       | 150       |                       |                       |                    |                    |            |            |          |          |
| Összesen               | Franciaország            | Franciaország          | 18        | 5         |                       |                       |                    |                    |            |            |          |          |
| Karrierje összesen     | Karrierje összesen       | Karrierje összesen     | 443       | 182       |                       |                       |                    |                    |            |            |          | [ 2 ]    |

## Sikerei, díjai
Németország
- Európa-bajnokság:
  - 1. hely (1): 1996
- Világbajnokság:
  - 2. hely (1): 2002

AC Milan
- Serie A:
  - 1. hely (1): 1998–99

Egyéni
- A Serie A gólkirálya: 1997–98
- Az év német labdarúgója: 1998